# 7164 Babadzhanov
7164 Babadzhanov è un asteroide della fascia principale. Scoperto nel 1984, presenta un'orbita caratterizzata da un semiasse maggiore pari a 2,4035191 UA e da un'eccentricità di 0,1618191, inclinata di 4,19464° rispetto all'eclittica.